# Swiss Juniors 2012
Das Swiss Juniors 2012 als bedeutendstes internationales Nachwuchsturnier der Schweiz im Badminton fand vom 28. bis zum 30. September 2012 in Prilly statt.

## Sieger und Platzierte der Junioren U19
| Disziplin    | Gold                                | Silber                        | Bronze                             |
| ------------ | ----------------------------------- | ----------------------------- | ---------------------------------- |
| Herreneinzel | Rasmus Grill Noes                   | Fabian Roth                   | Julien Maio                        |
| Herreneinzel | Rasmus Grill Noes                   | Fabian Roth                   | Pierrick Cajot                     |
| Dameneinzel  | Malvinne Ann Venice Alcala          | Marie Demy                    | Delphine Lansac                    |
| Dameneinzel  | Malvinne Ann Venice Alcala          | Marie Demy                    | Natalie Chan-Lam                   |
| Herrendoppel | Mathias Christiansen David Daugaard | Antoine Lodiot Julien Maio    | Johannes Pistorius Marvin Seidel   |
| Herrendoppel | Mathias Christiansen David Daugaard | Antoine Lodiot Julien Maio    | Fabian Roth Lars Schänzler         |
| Damendoppel  | Marie Batomene Stacey Guérin        | Anika Dörr Franziska Volkmann | Anna Dollak Michelle Schaer        |
| Damendoppel  | Marie Batomene Stacey Guérin        | Anika Dörr Franziska Volkmann | Nikoleta Bálintová Martina Repiská |
| Mixed        | Mathias Christiansen Theresa Wurm   | Bastian Kersaudy Anne Tran    | Dávid Balucha Martina Repiská      |
| Mixed        | Mathias Christiansen Theresa Wurm   | Bastian Kersaudy Anne Tran    | Loïc Mittelheisser Stacey Guérin   |